# カプレオマイシン
カプレオマイシン(Capreomycin)は結核の治療に用いられる抗生物質であり、他の抗生物質と組み合わせて使用される。具体的には活性薬剤耐性結核の二次治療に用いられる。投与法は点滴静脈注射または筋肉注射である。
一般的な副作用は腎臓の不具合、難聴、平衡感覚の衰え、穿刺による痛みがあげられる。その他の副作用は麻痺による呼吸困難である。ストレプトマイシンまたはその他の視聴覚神経に損害を与える可能性のある薬との併用は推奨されない。妊娠中の患者への投与は胎児の腎臓または聴覚に問題を引き起こす恐れがあるため推奨されない。カプレオマイシンは一般的にアミノグリコシド系抗生物質に属する医薬品である。その作用機序は不明確である。
カプレオマイシンは1960年代にストレプトマイセス属から発見された。世界保健機関の必須医薬品リストに掲載されており、最も効果的で安全な医療制度に必要とされる医薬品である。開発途上国での卸値は1投与約$6.25～$8.98米ドルである。